# Campionato Paulista 1960
Il Campionato Paulista 1960 è stata la 59ª edizione della massima serie calcistica dello stato di San Paolo, organizzata dalla Federaçao Paulista de Futebol. Il torneo è iniziato l'11 giugno 1960 e si è concluso il 18 dicembre 1960 con la vittoria del Santos, alla quinta affermazione nel campionato statale.
Per la quarta volta consecutiva, il capocannoniere del torneo è stato Pelé, autore di 33 reti.

## Stagione

### Novità
Il numero di squadre iscritte al campionato è ridotto a 18: a fronte delle retrocessioni di Comercial (SP), Nacional-SP e XV de Jaú della stagione precedente, dalla seconda divisione è promosso il Corinthians-PP.

### Formula
Il campionato si disputa in un girone unico, con partite di andata e ritorno. La squadra ultima in classifica al termine del campionato retrocede in cadetteria, due ulteriori retrocessioni sono determinate da un playout a girone unico con partite di andata e ritorno tra le squadre classificate dal quindicesimo al diciassettesimo posto: la prima classificata del playout resta in prima divisione, mentre le altre due retrocedono in seconda.

## Squadre partecipanti
| Club                | Città                 |
| ------------------- | --------------------- |
| América-SP          | São José do Rio Preto |
| Botafogo-SP         | Ribeirão Preto        |
| Comercial           | Ribeirão Preto        |
| Corinthians         | San Paolo             |
| Corinthians-PP      | Presidente Prudente   |
| Ferroviária         | Araraquara            |
| Guarani             | Campinas              |
| Jabaquara           | Santos                |
| Juventus-SP         | San Paolo             |
| Noroeste            | Bauru                 |
| Palmeiras           | San Paolo             |
| Ponte Preta         | Campinas              |
| Portuguesa          | San Paolo             |
| Portuguesa Santista | Santos                |
| San Paolo           | San Paolo             |
| Santos              | Santos                |
| Taubaté             | Taubaté               |
| XV de Piracicaba    | Piracicaba            |

## Classifica finale
|                      | Pos. | Squadra             | Pt | G  | V  | N  | P  | GF  | GS | DR  |
| -------------------- | ---- | ------------------- | -- | -- | -- | -- | -- | --- | -- | --- |
| San Paolo (bandiera) | 1.   | Santos              | 50 | 34 | 22 | 6  | 6  | 100 | 44 | +56 |
|                      | 2.   | Portuguesa          | 48 | 34 | 22 | 4  | 8  | 74  | 51 | +23 |
|                      | 3.   | Corinthians         | 44 | 34 | 19 | 6  | 9  | 57  | 43 | +14 |
|                      | 4.   | Palmeiras           | 42 | 34 | 16 | 10 | 8  | 63  | 48 | +15 |
|                      | 5.   | Noroeste            | 40 | 34 | 17 | 6  | 11 | 63  | 46 | +17 |
|                      | 6.   | Ferroviária         | 39 | 34 | 16 | 7  | 11 | 72  | 51 | +21 |
|                      | 7.   | Guarani             | 38 | 34 | 14 | 10 | 10 | 59  | 52 | +7  |
|                      | 8.   | San Paolo           | 37 | 34 | 13 | 11 | 10 | 74  | 56 | +18 |
|                      | 9.   | Botafogo-SP         | 33 | 34 | 13 | 7  | 14 | 52  | 59 | -7  |
|                      | 9.   | XV de Piracicaba    | 33 | 34 | 11 | 11 | 12 | 50  | 48 | +2  |
|                      | 11.  | Comercial (RP)      | 31 | 34 | 13 | 5  | 16 | 57  | 64 | -7  |
|                      | 12.  | Taubaté             | 30 | 34 | 12 | 6  | 16 | 44  | 76 | -32 |
|                      | 13.  | Portuguesa Santista | 28 | 34 | 12 | 4  | 18 | 45  | 53 | -8  |
|                      | 13.  | Jabaquara           | 28 | 34 | 10 | 8  | 16 | 59  | 73 | -14 |
|                      | 15.  | América-SP          | 27 | 34 | 10 | 7  | 17 | 43  | 62 | -19 |
|                      | 16.  | Juventus-SP         | 24 | 34 | 8  | 8  | 18 | 42  | 75 | -23 |
|                      | 17.  | Corinthians-PP      | 23 | 34 | 10 | 3  | 21 | 44  | 70 | -26 |
|                      | 18.  | Ponte Preta         | 17 | 34 | 4  | 9  | 21 | 44  | 81 | -37 |

Legenda:

      Campione dello Stato di San Paolo

  Ammesse ai play-out.

      Retrocessa in Campionato Paulista A2 1961
Regolamento:

Due punti a vittoria, uno a pareggio, zero a sconfitta.

## Risultati
Ogni riga indica i risultati casalinghi della squadra segnata a inizio della riga, contro le squadre segnate per colonna (che invece avranno giocato l'incontro in trasferta). Al contrario, leggendo la colonna di una squadra si avranno i risultati ottenuti dalla stessa in trasferta, contro le squadre segnate in ogni riga, che invece avranno giocato l'incontro in casa.
Alcune gare sono state giocate sia all'andata che al ritorno nello stesso stadio, ma il tabellone dei risultati riporta questi ultimi come se le partite si fossero giocate in casa e in trasferta, per una migliore comprensione. Ne sono un esempio le sfide tra Santos e Jabaquara, giocate entrambe in casa del Santos.
|                     | AME  | BOT  | COM  | COR  | CPP  | FER  | GUA  | JAB  | JUV  | NOR  | PAL  | PPR  | POR  | PSA  | SAN  | SPA  | TAU  | XVP  |
| ------------------- | ---- | ---- | ---- | ---- | ---- | ---- | ---- | ---- | ---- | ---- | ---- | ---- | ---- | ---- | ---- | ---- | ---- | ---- |
| América-SP          | –––– | 2-0  | 2-1  | 1-3  | 2-1  | 2-1  | 1-2  | 4-2  | 2-2  | 2-0  | 0-1  | 4-0  | 1-1  | 1-0  | 1-0  | 2-2  | 3-0  | 1-1  |
| Botafogo-SP         | 1-0  | –––– | 5-2  | 0-0  | 3-1  | 2-3  | 4-0  | 0-0  | 2-2  | 2-1  | 1-1  | 2-0  | 1-3  | 4-2  | 2-4  | 3-0  | 0-2  | 1-1  |
| Comercial (RP)      | 2-1  | 3-3  | –––– | 0-1  | 5-2  | 2-1  | 1-2  | 3-1  | 4-1  | 1-0  | 1-5  | 4-3  | 1-2  | 2-1  | 2-0  | 4-1  | 3-0  | 1-1  |
| Corinthians         | 2-1  | 3-0  | 1-2  | –––– | 2-0  | 1-0  | 2-2  | 2-3  | 3-2  | 2-1  | 2-1  | 3-1  | 3-1  | 2-0  | 1-6  | 3-1  | 1--0 | 1-1  |
| Corinthians-PP      | 1-0  | 2-0  | 1-0  | 0-2  | –––– | 2-2  | 1-1  | 2-0  | 5-0  | 2-1  | 2-0  | 1-2  | 5-2  | 1-3  | 0-1  | 2-6  | 1-2  | 0-1  |
| Ferroviária         | 3-2  | 0-2  | 1-1  | 2-1  | 5-0  | –––– | 1-2  | 3-1  | 6-2  | 0-2  | 0-0  | 3-3  | 3-1  | 1-2  | 4-0  | 1-1  | 6-0  | 4-1  |
| Guarani             | 1-1  | 2-0  | 0-1  | 1-0  | 3-2  | 2-4  | –––– | 2-2  | 0-0  | 2-0  | 3-3  | 3-0  | 0-1  | 2-1  | 2-2  | 2-1  | 4-0  | 2-0  |
| Jabaquara           | 4-1  | 3-0  | 3-1  | 1-5  | 2-0  | 2-4  | 1-4  | –––– | 0-0  | 3-1  | 3-3  | 2-2  | 0-0  | 1-0  | 2-3  | 2-3  | 4-0  | 2-0  |
| Juventus-SP         | 3-0  | 2-4  | 3-2  | 1-2  | 1-2  | 0-1  | 4-0  | 1-0  | –––– | 1-3  | 2-2  | 5-4  | 0-3  | 3-1  | 1-3  | 0-3  | 2-0  | 2-1  |
| Noroeste            | 0-0  | 3-1  | 3-1  | 2-2  | 3-1  | 1-1  | 2-0  | 0-0  | 3-0  | –––– | 2-0  | 3-2  | 5-2  | 3-0  | 1-3  | 5-2  | 5-2  | 1-0  |
| Palmeiras           | 4-0  | 3-0  | 1-0  | 1-1  | 2-0  | 1-4  | 1-1  | 4-3  | 1-0  | 3-1  | –––– | 4-1  | 1-0  | 3-2  | 1-3  | 2-0  | 2-0  | 3-0  |
| Ponte Preta         | 2-2  | 0-1  | 1-1  | 0-1  | 2-2  | 0-0  | 3-2  | 1-2  | 2-1  | 1-1  | 0-1  | –––– | 2-3  | 2-0  | 1-4  | 0-0  | 0-1  | 2-2  |
| Portuguesa          | 6-2  | 2-4  | 3-0  | 3-0  | 2-0  | 2-1  | 3-2  | 2-0  | 3-2  | 3-2  | 4-1  | 2-1  | –––– | 3-1  | 1-1  | 4-3  | 3-1  | 0-1  |
| Portuguesa Santista | 2-0  | 2-0  | 2-0  | 1-0  | 0-3  | 2-3  | 2-1  | 2-0  | 1-0  | 1-2  | 4-1  | 6-3  | 2-1  | –––– | 0-1  | 0-0  | 1-1  | 2-2  |
| Santos              | 7-0  | 5-1  | 2-1  | 1-1  | 5-0  | 5-0  | 1-3  | 8-3  | 5-2  | 4-1  | 2-1  | 6-3  | 3-4  | 0-0  | –––– | 1-1  | 5-1  | 2-0  |
| San Paolo           | 3-2  | 1-2  | 3-3  | 4-1  | 3-0  | 1-3  | 1-1  | 4-1  | 1-1  | 1-1  | 2-2  | 5-0  | 1-2  | 3-1  | 2-1  | –––– | 7-1  | 2-0  |
| Taubaté             | 1-0  | 1-1  | 3-1  | 2-1  | 5-2  | 3-1  | 2-2  | 3-3  | 4-4  | 1-2  | 2-2  | 1-0  | 0-1  | 2-0  | 1-6  | 0-3  | –––– | 1-0  |
| XV de Piracicaba    | 3-0  | 3-0  | 5-1  | 1-2  | 2-0  | 2-0  | 4-3  | 5-3  | 2-2  | 0-2  | 2-2  | 3-0  | 1-1  | 2-1  | 0-0  | 3-3  | 0-1  | –––– |

## Play-out
In base ai risultati del campionato, América-SP, Juventus-SP e Corinthians-PP si qualificano al girone finale per determinare le ultime due retrocessioni in seconda serie. Per la sua natura, tale girone fu ribattezzato «Torneio da Morte». Le partite furono disputate tra l'8 gennaio e il 10 febbraio 1961.

### Classifica
|  | Squadra        | Pt | G | V | N | P | GF | GS | DG |
|  | -------------- | -- | - | - | - | - | -- | -- | -- |
|  | Juventus-SP    | 7  | 4 | 3 | 1 | 0 | 8  | 2  | +6 |
|  | Corinthians-PP | 4  | 4 | 1 | 2 | 1 | 7  | 5  | +2 |
|  | América-SP     | 1  | 4 | 0 | 1 | 3 | 2  | 10 | -8 |

Legenda:

      Retrocessa in Campionato Paulista A2 1961

Regolamento:

Due punti a vittoria, uno a pareggio, zero a sconfitta.

### Risultati
|                | AME  | COR  | JUV  |
| -------------- | ---- | ---- | ---- |
| América-SP     | –––– | 1-1  | 0-3  |
| Corinthians-PP | 4-1  | –––– | 1-1  |
| Juventus-SP    | 2-0  | 2-1  | –––– |